# Marius Skinderis
Marius Skinderis (Panevėžys, 13 ottobre 1974) è un allenatore di calcio ed ex calciatore lituano, di ruolo difensore.

## Caratteristiche tecniche
È un difensore centrale.

## Palmarès

### Club

#### Competizioni nazionali
- Lietuvos Taurė: 3

Sūduva: 2008-2009
Ekranas: 2009-2010, 2010-2011
- LFF Supertaurė: 1

Sūduva: 2009
- A Lyga: 2

Ekranas: 2010, 2011